# Arbanasi
 Ovo je glavno značenje pojma Arbanasi. Za naselje u općini Rudo, BiH pogledajte Arbanasi (Rudo, BiH).
Arbanasi (albanski Arbneshi, talijanski Borgo Erizzo) su naselje u jugoistočnom dijelu zadarskog poluotoka, dio Zadra. Naseljeno početkom 18. stoljeća inicijativom barskog i zadarskog nadbiskupa Vicka Zmajevića doseljavanjem doseljenika (Arbanasi-Šestana) iz područja iznad Skadarskog jezera u tri doseobe (1726., 1727. i 1733.). Veliko iseljavanje u vrijeme talijanske okupacije između dvaju svjetskih ratova: do 1944. samostalno naselje (Borgo Erizzo) , nakon toga novi val iseljavanja (optanti). Sačuvan je autohtoni arbanasko-šestanski jezik (mješavina gegijskog narječja, talijanskog i hrvatskog).

## Doseljavanje Arbanasa

### Podrijetlo i prve dvije seobe
Zadarski Arbanasi doselili su se iz svog zavičaja tj. područja planine Rumije preciznije na tromeđi Šestani u grad Zadar 1726. godine. To znači da se radi o gorštacima, a ne toliko o Jezeranima kako se to zna krivo navoditi. Lokacija-pradomovina zadarskih Arbanasa na kojoj su živjeli je dio okupiranog dijela barske nadbiskupije od strane Turaka. Turci su taj okupirani dio postavili pod upravom Skadarskog pašaluka i od tada on nosi naziv Skadarski pašaluk. Činjenica da su zadarski Arbanasi bili pripadnici barske dijeceze govori nam o stanovitim utjecajima koji su kasnije sudbinski odredili njihov pretežiti hrvatski identitet. Sam Vicko Zmajević ih je tretirao kao svoje i u tom svojstvu i vizitirao kao svoje dijecezane. Prilikom jedne vizitacije umalo je izgubio glavu od Turaka, ali su ga Arbanasi iz Šestana spasili. Prve popise stanja vjernika po mjestima u pradomovini načinili su Andrija i potom Vicko Zmajević. U tim popisima jasno vidimo postotak po vjerama mještana koji su živjeli zajedno u modusu vivendi. Iz tih popisa vidi se u postocima koliko je katolika, koliko pravoslavnih i koliko je muslimana po mjestima. Ove činjenice su važne za razumijevanje stanja u pradomovini i početka procesa integracije u hrvatski katolički korpus koji je kulminirao kasnije u procesima buđenja nacionalne svijesti. Pripadnost Barskoj dijecezi nam omogućuje shvatiti i bilježenje zadarskih Arbanasa na slavenizirani način imena i prezimena jer se u barskoj dijecezi misa služila na staroslavenskom i latinskom. Na isti način i po istim pravilima zabilježbi bilježe ih i same mletačke vlasti što je evidentno iz katastarskih spisa o dodjeli zemlje nakon doseljenja. Tamo se jasno vide oblici prezimena s nastavcima na IĆ i velik broj imena koji zvuče hrvatski i crnogorski. Tako npr. nema imena poput albanskih imena kao Pjetri ili Štjefi nego Pero, Petar i Stipe ili Stijepo. Isto je i s prezimenima npr. ime rodozačetnika Vukić je Vuca, a ne Ujku na albanski način. Zanimljivi su i toponimi u lokaciji pradomovine. Oni više ukazuju na slavenska imena. Ime Šestani zvuči više slavenski. Slična imena nalazimo na Baltiku. Tamo se nalaze i mjesta s nazivom Šestani, Paštrovčani, pa Briesk-ov (Brisk) pa Negoši itd. Kod doseljenja prvo naselje u Zemuniku označeno je kao selo tj. Erikovo selo, a ne kao katundi ili vendi na albanskom niti paese na talijanskom. Zmajević u svojim pismima piše kako je pored Zadra osnovao barsko naselje, dok na ploči u Crkvi Gospe Loretske stoji natpis na latinskom: Svojim bivšim dijecezanima barskim dao načiniti crkvu Zmajević. Očito da se označava identitet povezan s barskim područjem s Barskom dijecezom i tome idu u prilog i svi dokumenti, ne samo crkveni, nego katastarski i ostali, primjerice postoje i arbanaški testamenti na glagoljici. Politika doseljavanja i interes Mlečana je bio da podno grada dosele katolike Arbanase i na to se strogo pazilo. Čak u slučaju prebjega iz Spiča tri "crnogorske" obitelji: Škopelja, Zanković i Popović (koje su zapravo " crveni hrvati " katolici Crnogorci ) Mlečani su zahtijevali izjave pod zakletvom o pripadnosti katoličkoj vjeri i te se izjave vide u knjizi Krune Krstića. Dakle, nije bilo moguće sakriti vjerski identitet budući da je tada u Spiču župnik Arbanas koji je ujedno bio i špijun Venecije.
Na stranici 42. Krune Krstića u katastarskom popisu nalazi se prezime Radojčević i pokraj njega napomena "nefito" tj. konvertit-prijelaznik s pravoslavne na katoličku vjeru što pokazuje da su mletačke vlasti brižno vodile računa o identitetu. S druge strane za vrijeme prve Jugoslavije jedna obitelj od onih prebjega iz Spiča prešla je na pravoslavlje zbog zemlje.
Iako se zasluga za doseljenje Arbanasa u Zadar danas uglavnom pripisuje tadašnjem zadarskom nadbiskupu Vicku Zmajeviću, njihovo doseljavanje uvelike je planirala i pomagala Mletačka Republika s namjerom oživljavanja Dalmacije, posebice opustošenog zadarskog zaleđa.
Prema predaji Arbanasi potječu iz regije Šestana i to iz tri različita sela: Šestani, Briska i Livari/Dobreci. Prvi sačuvani zapis o seobi arbanaških obitelji s ukupno 56 osoba, koje su izbjegle pred Turcima, nastao je dana 23. ožujka 1726. godine. Prva skupina izbjeglica stigla je u Kaštel Lastvu (današnji Petrovac na Moru) pa potom prebačena u Kaštel Novi (današnji Herceg Novi). Pored njih, svoj zavičaj napustilo je još 28 obitelji koje je u zbjegu spriječilo nevrijeme, no i one su desetak dana kasnije uspješno prebačene u Kaštel Novi. Pretpostavlja se da su prva i druga skupina Arbanasa stigle u Zadar od 10. – 31. svibnja 1726. godine.
Prvu seobu Arbanasa u Zadar predvodila su dva brata Petani. Obitelji koje su u Zadar doseljene u prvoj seobi su: Luca d'Andrea Gezghenovich, Nicolo di Luca Marghicevich, Nicolo d'Andrea Gasparovich, Giovanni d'Andrea Gezghenovich, Pere di Marco, Prem Vuca Marghicevich, Paolo Giech Marghicevich, Giech Prend Marghicevich, Giech Pepa Marghicevich, Marco Discialo Marghicevich, Prenz Prema Marghicevich, Petar Vuca Gianova, Nico Matessich, Luca Prend, Boso Nico Smira, Stanica Gielencovich, Visco Gielencovich, Lech Pero Marghicevich i Luca Lucich.
Mletačka Republika novim je doseljenicima dodijelila zemlju na području današnjeg Zemunika, gdje se trebalo oformiti novo naselje s već sagrađenih petnaestak kuća, hrvatskog naziva Erizzovo selo po tadašnjem mletačkom providuru Nicoli Erizzu. Međutim, zadarski kanonik i veleposjednik don Ivan Grisogono par je mjeseci kasnije za izgradnju novog naselja ustupio svoju zemlju u blizini lazareta Svetog Marka. Tako je na mjestu današnjeg naselja Arbanasi osnovano novo naselje Borgo Erizzo ili «Erizzovo predgrađe», o čemu svjedoči najstariji zapis od 15. kolovoza 1726. godine. Zemlja u Zemuniku ostala je i dalje u posjedu Arbanasa.

### Treća seoba
U međuvremenu u Zadar pristižu manje skupine novih doseljenika, koje se počinju nazivati po zanimanju njihovog starješine (kotlari), pa tako nastaje i prezime Kotlar. Treća velika seoba uslijedila je sedam godina kasnije 1733. godine, a glavni organizator zbjega ponovno je nadbiskup Vicko Zmajević. Skupina Arbanasa napustila je svoj zavičaj i preko Kotora, kopnom ili morem,  stigla do današnjeg Herceg Novog. Tu su se privremeno nastanili dok ih mletački providur nije otpremio u Zadar. Isprava od 11. ožujka 1735. govori o 199 «duša», prezimena Vlagdan, Nichin, Luco, Prendi, Tamartinovich, Mazia, Andre, Popovich, Bitri ... Mletačka Republika primila ih je pod svoje okrilje i nastanila ih u predgrađu Zadra.
Obitelji iz treće seobe su: Nicolo Andre, Crasto Covac, Marco Giocca, Giocca Gionon, Giocca Giuchin, Stjepo Gjuri, Stiepo Luco, Prento Kneunichi, Lecca Marco, Prento Marcov, Paolo Marussich, Mar Mazia, Marco Nicadobrez, Pema Nichin, Nicolo Pantov, Marco Pertu, Frane Popovich, Paolo Prendi, Nicola Rose, Rado Ruco, Gen Sperc, Prento Stani, Vuco Tamartinovich, Vuksa Tancovich, Pietro Tioba, Andrea Toma, Capitano Nicolo Vlagdan i Jovan Vucin.
Nadbiskup Vicko Zmajević o svom trošku gradi i crkvu Gospe Loretske te župni dvor. Crkva se počela graditi 1734., a dovršena je 1737. godine. Od naseljenja u Zadru Arbanasi štuju Majku Božju Loretsku – Gospu Loretsku, Zonja Jon kako je zovu, koja je njihova nebeska zaštitnica.
Don Mijo Ćurković, župnik u Diklu, u brošuri tiskanoj 1922. godine piše: »Po nekim znakovima, treba držati da nijesu živjeli pri morskom kraju, jer ni dandanas, iako ih more oplakuje sa svih strana, nemaju riječi da označe arbanaškim jezikom ma kakovu ribu. Sve je hrvatski: manula, špar, glavoč, agač, tunjevina ... Dakle, došli su iz slatkovodnog podneblja, u kraj koji je obilovao vrsnim ribarima. Po predaji, uzrok seljenja bio je taj što bi Turci bili oskrvnuli kršćanskih djevojaka, a Arbanasi da se osvete ovom obeščašćenju, bili bi ih poklali noću, zapalili im sela, te pred strahom novoga, a i gorega zla, pobjegli iz svoje postojbine.«
Uglavnom, već 1749. Arbanasi su u Zadru radili kao zidari, otvarali su krčme i preprodavali hranu kupljenu od stanovništva zadarskog zaleđa. Mletački providur Michelli izdao je strogu naredbu protiv kupovine i preprodaje, prijeteći Arbanasima globama, zatvorom i gubitkom robe. Ipak, Mletačka Republika je s namjerom daljnjeg poticanja gospodarstva mjesta osnovala tvornicu za tkanje vreća u koje se zamatao duhan koji se u to doba uzgajao u Grbama kod Nina. Zanimljivo je i to što prije dolaska Arbanasa, u okolici Zadra nije bilo kukuruznih polja. Arbanasi su prvi uveli sijanje kukuruza, velike površine u kršu su pretvarali u vinograde, oranice i maslinike. Čak dvije trećine njihove zemlje bile su pod vinogradima. Kasnije su u karavanama prodavali vino u unutrašnjosti mletačke Dalmacije.

## Arbanaški (jezik) govor
Govor u zadarskim Arbanasima arhaična je mješavina nastala pri susretu uglavnom gegskog narječja s jezicima nove domovine. Listajući Rječnik govora zadarskih Arbanasa dr. Krune Krstića nailazi se na riječi različitog podrijetla. Imamo tako turski adet (običaj), aferim (živ bio!), caush (glasnik čauš), coshe (kut), dimie (dimije), fishek (fišek), gajtan (pletena vrpca), gjuvegi (mladenac).
Romanske su riječi: brushki (četka), buculaj (slatki kolač), but (bačva), butig (dućan), butir (maslac), carz (vunena suknja), cat (vrsta dinje), cerod (voštano platno), cimatorje (groblje), cakull (brbljanje, "ćakula"), damizhon (pletenka, "demižon"), denjat (udostojiti se), deshperat (očajavati), dizhgrocje (nesreća), dogan (carinarnica), dret (ravno), duzin (tuce, "duzina"), faculet (rubac), fang (mulj), fashat (poviti), forc (snaga), fortun (nevrijeme, "fortunal"), fregat (ribati), fumat (pušiti), fundac (talog kave), gabju (krletka), garbu (ugljen), gorn (oluk) itd.
Kao primjer posuđivanja iz hrvatskog jezika navodi se: brutulic (kosirić za branje), bunor (bunar), corët (slijep), did (djed), dimnjok (dimnjak), ditel (djetelina), divlo (divlji), dobi (dobitak), dumboko (dubok), gaxua (kazati), gerc (grè), gerzat (ugristi), grabi (otimačina), gusël (gusle).
*Pojam "dimnjok" (dimnjak) je smisleno povezan s pojmom za zimu kod Arbanasa budući da se zima zove dimni na arbanaškom. Odatle i pojam dimnjok. Dakle, teško je odrediti jezične suodnose i međusobnu razmjenu i utjecaje.
Na isti način problematični su i drevni topomini npr. Đerdap. U raščlambi smislenih jedinica na ĐERD-AP koji čini se, izvorno je DERD-AP. Dakle, jasno vidimo poveznicu sa značenjem. s obzirom na to da đerd kao DERD: od (mu derd) je u značenju proliti, dok AP kao korak ( - me bo ap   :_koračati ) je zapravo slavenski SLAP, ali i slavenski pojam SLAP u raščlambi ima taj AP (SL-AP). API je korak kod arbanaškog, ali ga nalazimo i kod slavenskog SLAP. Također engleski npr.- Up and down ! : gore dolje !! UP je čitan i izgovaran kao AP dakle u uskoj vezi sa značenjem koraka i koračanja.Ime samog poluotoka APENINI ( APE.NIN ) ukazuje na pojma APE. Api bi bio muški korak, a APE ženski korak. Ovaj primjerak analize nam pokazuje involviranost mnogih na ovom području i dektektira zajedničku osnovni jezičnu jezgru iz kojeg su nastale razne jezične grane.
S tim je također povezan i pojam plemena APULI čija je osnova APUL te niz tih pojmova koji se iz toga izvode kao npr. Pulja, ili prezimena Puljić ! APUL kao raščlanjen je AP-UL gdje je AP korak a UL na albanskom je ULICA kao UL, ULA, ULE iz čega je čini se i nastao "slavenski" pojam ULICA !! Zanimljivo da pojam APUL iščitan unazad otkriva APUL čitan unazad kao LUPA dakle : VUČICA divlju dojilicu koja je othranila Romula i Rema barbare iz kojih je imala nastati civilizacija. Čak i ime ROMUL kao raščlanjen je ROM-UL i u svezi je tog znaćenja koje nosi značenja poput amfibolija ( dvoznačnih pojmova kod proricanja npr Pitija a koje je ispitivao Aristotel. Inače čini se da slika albanskog crnog dvoglavog orla nosi i značenja dvojezičnosti tj. dvije glave orla pokazuju i jezik a li gledaju suprotno što upučuje na dvostrano čitanje i time i dvoznačnost jezika amfibolija. Na tragu tog pristupa analiza značenja možemo iščitati i smisao značenja. Zanimljivo da tome odgovara i poja za BODU-UL.
Tome također odgovara i geografski oblik čizme Italije koja je slika koračanja i noge koja korača te tomu i odgovara pojma AP ( me bo ap-koračati ).na taj način možemo shvatiti i pojam plemena MESAPI čiji osnovni oblik glasi MEZ-API !! MEZ je kao i talijanski mezzo- pola, dok je API korak na albanskom ali kao što smo prije naveli Ap je povezan i sa slapom i time i krajem bogatom s vodom. Pojam MEZ nalazimo inače u albanskom kao npr, Mez-.dita, Mez-nata tako da i ilirsko pleme Mezapi označava korak talijanske čizme tj. iskorak koji slijedi put sunca koji zapada ka zapadu. To je tek djelić onoga što sadrži drevni arbanaški govor koji je ključ pomoću kojeg možemo objasniti drevne pojmove.
»Arbanasi govore i hrvatski«, piše don Mijo Ćurković, »istom onom lakoćom kao i arbanaški, ali ga ne govore pravilno. Imade ih i koji znadu i talijanski, a težaci ga razumiju, ali ga ne umiju govoriti. Arbanasi su rimokatoličke vjere i tvrdi katolici. Nije se nigda čulo da je u Varoši bilo inovjeraca, nit da se je koja djevojka udala za inovjerca. Arbanas ne znade nego za arbanašku narodnost. On je po vjeri katolik, a po narodnosti Arbanas«.
Prilike su se danas jako promijenile. Arbanasi su danas po narodnosti Hrvati (ima ih i Talijana koji su uglavnom odselili u Italiju) i uvelike pridonose hrvatskoj kulturi pišući stručna i književna djela na hrvatskom jeziku.
Književno djelo 'Nita' djelo Arbanasa Josipa Relje, zajednički je interes Arbanasa i drugih Albanaca. Djelo je dio današnje školske lektire u zemljama gdje žive Albanci, na Kosovu, Albaniji i Makedoniji.
Arbanaški nije jezik kako se to često krivo navodi. Riječ je o govoru kao posebnom specifikumu.
Arbanaški govor je govorni izolant dislociran od svoje žive jezične fluktuacije u pradomovini. U pradomovini na lokaciji tromeđe Šestani on poprima i utjecaje slavenskog okruženja te apsorbira razne utjecaje.  Kasnije nakon doseljenja arbanaški dodatno apsorbira jezične utjecaje venecijanskog kao i čakavštinu ovdašnjih bodula, ovdašnjih Vlaja i drugo.
Ne postoji dostatan književni fundus kojim se može tretirati na način tretiranja nekog službenog jezika, iako je on u osnovi albanski jezik. Zadarski Arbanasi su na pograničnoj lokaciji Tromeđe - Krajina-Rumija i samim time dvojezični kao što je to inače slučaj svugdje kod onih koji žive uz granicu. Teza da zadarski Arbanasi nisu znali hrvatski nje točna. Zapravo radi se o nepoznavanju činjenica iz stanja u pradomovini, o okruženju sa susjedima, o modusima vivendi, o kumstvima, bratstvima i miješanim brakovima. Posebno je važno zapaziti običaje gorštaka da bismo uopće razmijeli genezu procesa identiteta koji kuliminira upravo na toj osnovi u novoj domovini kod Zadra.
Treba zapaziti modus vivendi kod gorštaka i međusobne odnose i utjecaje kao primjerice međusobna razmjena imena i običaja, držanju krsnih slava itd. Ta razmjena npr. u kumstvima se posebno uočava kod imena zadarskih Arbanasa koja zvuče slavenski, crnogorski.Te utjecaje možemo i danas nači kod zad. Arbanasa koji imaju i uzrečicu npr. "brka mi moga !" ili čak i čakavske utjecaje Bokeljana. Također veliku ulogu je tu odigrao crkveni utjecaj tj. sama činjenica pripadnosti arbanasa Barskoj dijecezi. Dio područja te crkvene jurisdikcije je bio okupiran od strane Turaka i pripojen Skadarskom pašaluku kojeg su Turci kasnije oformili.
Barska biskupija je imala liturgiju na latinskom i stroslavenkom jeziku za razliku od drugih naroda koji nisu imali taj privilegij, a koji je uveden kasnije. S obzirom na to da su Arbansi pripadali barskoj dijecezi njih se stoga u crkvenim knjigama tako i bilježilo. Kod dolaska u Zadar Arbanasi su se bilježili upravo na taj način tj. pretežito na slavenizirani način sa slavenskim imenima i prezimenima s nastavkom na IĆ.
Sve ove navedene činjenice su kontekst utjecaja i samog arbanaškog govora sa svim utjecajima, počevši od susjeda u pradomovini, crkvenog utejacaja i primjene liturgije na staroslavenkom te okruženja u novonastalim okolnostima u novoj domovini.
Kruno Krstić u svom Rječniku arbanaškog govora upozorava na utjecaje toskijskog u djelima Josipa Relje i Budimira Perović koji su se bavili arbanaškim govorom.
Naime, ti utjecaji toskijskog-albanskog su došli kasnije kada je Austrija namjeravala anketirati Albaniju pa je uvela albanski jezik (kao izborni predmet) u škole računajući na arbanaški kadar. Tada su došli albanski učitelji i tako je došlo i do određenih utjecaja koji su ponešto izmijenili izvorni oblik govora. S albanskim učiteljima došli su i albanski fratri koji su također donijeli svoje utjecaje. Radi se o molitvenim obrascima liturgijskog tipa. Budući da su zadarski Arbanasi kao što smo naveli u pradomovini bili pod Barskom dijecezom bili su tako pod utjecajem barske liturgije koja se provodila na latinskom i starolavenskom. Poznato je da je staroslavenski jedini uz latinski imao privilegij da bude liturgijski, dok je albanski jezik u liturgiji uveden kasnije. Albanski i arbanaški-hrvatski fratri su se razišli zbog pretenzija na arbanaški identitet.
Zanimljiva je analiza strukture arbanaškog govora a posebice osnovne drevne jezične jezgre koja je sačuvana kao drevna reminiscencija negdašnjeg jezika, a koji tako nije uščuvan ni u današnjem albanskom jeziku. Tako da tu vidimo i paleobalkanske utjecaje ili poveznicu s nostratičnom kulturom mezopotamkog bazena u kojem se inače isprepliču afrosemitski i indoeuropski jezični utjecaji.

## Kultura
U Arbanasima je bila otvorena prije stotinjak godina Hrvatska čitaonica. Za 100-tu obljetnicu prve hrvatske čitaonice u Arbanasima predsjednik Hrvatskog filatelističkog društva Zadar Igor Černigoj najavio je izdavanje poštanskog žiga prvog dana.
Predsjednik Društva zadarskih Arbanasa (DZA) Enio Grdović najavio je svibnja 2016. projekt osnivanja Hrvatskog doma kulture u Arbanasima. Za Dom se još uvijek traži prostor.

## Poznati Arbanasi
- prof. Arturo Cronia – talijanski slavist, sveučilišni profesor
- Pavle Dešpalj – dirigent i skladatelj, redovni član HAZU
- Valter Dešpalj – profesor čela na Glazbenoj akademiji u Zagrebu
- Maja Dešpalj Bjegović – violinistica i glazbena pedagoginja, od 1987. profesorica na Muzičkoj akademiji u Zagrebu
- mons. Simeone Duca (Šime Duka) – jedno vrijeme tajnik Vatikanskog arhiva i dobrotvor Zadra i Arbanasa
- Giuseppe–Pino Gjergja – košarkaš – trener
- Josip Gjergja – hrvatski političar i diplomat, pomoćnik ministra vanjskih poslova bivše SFRJ
- Enio Grdović - predsjednik Društva zadarskih Arbanasa (DZA), aktivni promicatelj zadarskih Arbanasa, istražitelj povijesti tog dijela grada, organizator brojnih zbivanja u povodu Dana Gospe Loretske[4][5][6]
- Mladen Grdović – hrvatski pjevač
- dr. Albino Jović – kardiolog
- dr. Ratimir Kalmeta – poznati hrv. zemljopisac i velikan hrvatske zemljopisne znanosti, jezikoslovac, pedagog i publicist
- Božidar Kalmeta – političar – dugogodišnji gradonačelnik Zadra, ministar u Vladi Republike Hrvatske
- Bernard Kotlar – autor multimedijskog CD–a "Zadarski Arbanasi", dobitnik "Grba Grada Zadra" (2002.)
- Ante Kronja "Čenčo" – viceadmiral
- Šime Kronja – novinar
- Krsto Ljubičić – prva žrtva fašističkog terora na zagrebačkom sveučilištu 1937.
- Hrvoje Macanović – otac hrvatskog sportskog novinarstva
- Đani Maršan – hrvatski pjevač, skladatelj, diplomat
- Ivica Matešić Jeremija - hrvatski književnik, nositelj Reda Danice hrvatske za kulturu, višestruko odlikovan vojnim odličjima. Vojni diplomat u Rimu, Prištini, Skopju, dvostruki dobitnik Nagrade Grada Zadra, nagrade Zadarske županije
- prof.dr.sc. Hrvoje Mazija, professor emeritus Veterinarskog fakulteta, nositelj Reda Danice hrvatske i nagrade Oton Kučera[7]
- Dalibor Musap – osnivač i vođa grupe Riva - pobjednice Pjesme Eurovizije 1989
- dr. fra Bonifacije Perović - sociolog, autor "Društvo s ljudskim likom", domagojevac, značajna osoba hrvatskog katoličkog pokreta, kritičar komunizma i liberalizma
- msgr. Ivan Prenđa – 68. nadbiskup Zadarske nadbiskupije
- Duško Modrinić – hrvatski glumac
- dr. Kruno Krstić - sociolog i filolog, urednik Hrvatske enciklopedije, autor razlikovnog rječnika između srpskog i hrvatskog jezika
- prof. dr. sc. Aleksandar Stipčević - professor emeritus Filozofskog fakulteta u Zagrebu, albanolog
- prof. dr. sc. Ennio Stipčević - muzikolog, akademik HAZU
- prof. dr. Nikša Stipčević - romanist, akademik, potpredsjednik SANU
- dr. Ivo Perović - veliki župan splitske oblasti, pomoćnik ministra unutarnjih poslova, ban Savske banovine, regent Kraljevine Jugoslavije za maloljetnog Petra II. (1934. – 1941.)
- Tomislav Ivčić – hrvatski pjevač

## Vanjske poveznice
- Povijest Arbanasa u Hrvatskoj (en.)  Arhivirana inačica izvorne stranice od 24. prosinca 2005. (Wayback Machine)
- Genealogija obitelji Perović (en.)  Arhivirana inačica izvorne stranice od 27. travnja 2006. (Wayback Machine)
- Povijest zadarskih Arbanasa (en.)
- Foto album: Bernard Kotlar  Arhivirana inačica izvorne stranice od 13. siječnja 2007. (Wayback Machine)
- Povijest Bara i Sestana  Arhivirana inačica izvorne stranice od 29. veljače 2008. (Wayback Machine)